# José Elguero Bertolini
José Elguero Bertolini (Madrid, 25 de desembre de 1934) és un químic espanyol que va ser president del Consell Superior d'Investigacions Científiques entre 1983 i 1984. Des de 2000 és acadèmic de la Reial Acadèmia de Ciències Exactes, Físiques i Naturals.

## Biografia
Llicenciat i doctor en Ciències Químiques per les Universitats de Montpeller i Madrid, està especialitzat en química heterocíclica, espectroscòpia, química teòrica, i química orgànica física. Ha publicat més de mil tres-cents articles i és membre del consell assessor de dotze publicacions científiques. Va ser president del Consell Superior d'Investigacions Científiques de 1983 a 1984. De 1986 a 1990 fou president del Consell Social de la Universitat Autònoma de Madrid i de 1990 a 1995 president del Consell Científic Assessor de la Comunitat de Madrid.
Des de 2000 és membre de la de la Reial Acadèmia de Ciències Exactes, Físiques i Naturals, en la que va ingressar en 2004 amb el discurs "Metodología de la investigación: los ejemplos de Freud y de Cajal" i membre honorari de la Reial Acadèmia Nacional de Farmàcia. Des del 20 d'abril de 2006 és acadèmic corresponent de la Reial Acadèmia de Ciències i Arts de Barcelona
. Ha estat guardonat amb nombrosos premis nacionals i internacionals per la seva activitat científica.
Està en possessió de la Comana de l'Orde d'Alfons X el Savi i és doctor «Honoris causa» per la Universitat Autònoma de Madrid, Universitat de Castella-la Manxa, Universitat d'Alcalá de Henares, Universitat de Saragossa, Universitat d'Oviedo, Universitat Politècnica de Sant Petersburg i la Universitat de Marsella. El 1984 va rebre la medalla de la Reial Societat Espanyola de Química i el 1989 el Premi Nacional d'Investigació Santiago Ramón y Cajal. L'any 2005, li va ser concedit el Premi d'Investigació "Miguel Catalán" com a reconeixement a la seva activitat investigadora per la Comunitat de Madrid.
En 2015 fou nomenat president de la Reial Acadèmia de Ciències Exactes, Físiques i Naturals en substitució d'Alberto Galindo Tixaire

## Obres
- España y los elementos de la tabla periódica[Enllaç no actiu]